# Herman Branson
Herman Russell Branson (14 août 1914 - 7 juin 1995) était un physicien et chimiste afro-américain, surtout connu pour ses recherches sur la structure de l'hélice alpha des protéines. Il a également été président de deux collèges.

## Parcours académique et professionnel
Herman Branson a étudié à l'université d'État de Virginie où il obtenu son baccalauréat en science en 1936 et poursuivit ses études à l'Université de Cincinnati où il obtint son doctorat en physique, sous la direction de Boris Padowski, en 1939. Après un passage à l'Université Dillard, il rejoint l'Université Howard en 1941 en tant que professeur adjoint de physique et de chimie. Il est resté à Howard pendant 27 ans, obtenant des postes de plus en plus importants, devenant, entre autres, chef du département de physique et directeur d'un programme de sciences expérimentales et de mathématiques. Il travailla également au Bureau de la recherche navale et sur certains projets de la Commission de l'énergie atomique en physique à l'Université Howard. Parmi ses étudiants figure Marie Maynard Daly qui fut la première femme afro-américaine à obtenir son doctorat en chimie aux États-Unis.

## Travaux sur la structure des protéines
En 1948, Branson travailla sur la structure des protéines au California Institute of Technology, dans le laboratoire du chimiste Linus Pauling. Il fut chargé, en particulier, d'utiliser ses connaissances mathématiques pour déterminer les structures hélicoïdales possibles qui concorderaient avec les données obtenues par cristallographie aux rayons X disponibles et respectant un ensemble de restrictions chimiques décrites par Pauling. Après quelques mois de travail, Branson a remis un rapport réduisant les structures possibles à deux hélices : une bobine plus serrée que Pauling appelait "alpha" et une hélice plus lâche appelée "gamma". Branson est ensuite retourné à l'université Howard pour travailler sur d'autres projets. Quelques mois plus tard, il reçut une lettre de Pauling ainsi qu'un projet de manuscrit d'un document détaillant les deux hélices. Branson était le troisième auteur portant sur ces travaux avec Pauling et son assistant Robert Corey, l'expert du laboratoire dans la transformation des données radiologiques en modèles précis. Pauling a demandé des suggestions; il est probable que Branson a approuvé le document tel quel, bien qu'il n'y ait pas de réponse au dossier,.

## Responsabilités administratives et autres occupations
Branson a poursuivi une carrière importante, éventuellement en tant que président de la Central State University à Wilberforce, Ohio, de 1968 à 1970, puis président de l'Université Lincoln jusqu'à sa retraite en 1985. Il a participé activement à l'augmentation du financement fédéral de l'enseignement supérieur et a aidé à fonder l'Association nationale pour l'égalité des chances dans l'enseignement supérieur en 1969.

## Controverse
En 1984, Branson a écrit aux biographes de Pauling, Victor et Mildred Goertzel, que sa contribution à l'hélice alpha avait été plus grande que ce qui avait été indiqué dans l'article final. "J'ai présenté mon travail à Pauling qui m'a dit qu'il pensait que les hélices alpha et gamma proposées étaient trop serrées et qu'une molécule de protéine devrait avoir un rayon beaucoup plus grand pour que les molécules d'eau puissent s'adapter à l'intérieur et faire gonfler la protéine", a-t-il écrit. "J'y suis retourné et j'ai travaillé sans succès pour trouver une telle structure." Lorsqu'il a reçu la note de Pauling avec l'ébauche du manuscrit, Branson a écrit : " J'ai interprété cette lettre comme établissant que mes propositions concernant ses deux structures hélicoïdales étaient correctes et que le travail subséquent consistait à nettoyer ou à vérifier. Les différences étaient nulles." Il ajouta dans sa lettre aux Goertzels qu'il "en voulait" à l'attention accordée par la suite à Pauling et Corey. Le groupe de surveillance conservateur Accuracy in Media (en) s'est référé à l'incident lors d'une attaque contre Pauling en 1994. Les documents disponibles, le contexte historique, la connaissance des personnalités impliquées et les études du laboratoire et des méthodes de Pauling à l'époque ont conduit la plupart des historiens à accorder plus de crédit à Pauling et Corey,.